# Skublics Jenő
Besenyői és velikei Skublics Jenő József Elek (Bessenyő, Zala vármegye, 1839. március 10. – Zalaegerszeg, 1901. október 27.) politikus, a Szabadelvű Párt Zala megyei elnöke, Zala vármegye törvényhatósági és közigazgatási bizottságnak a tagja.

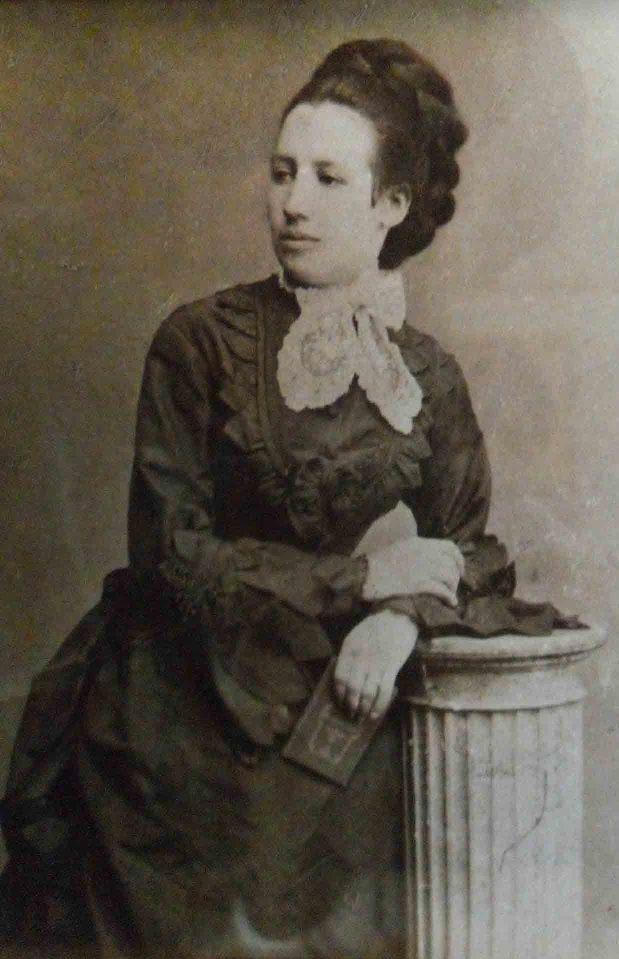
Besenyői és velikei Skublics Jenőné Spelletich Paulina (1849–1914) asszony.

## Családja és származása
Ivadéka volt a dunántúli nagy tekintélyű nemesi származású besenyői és velikei Skublics családnak. Apja Skublics József (1783–1850), huszár kapitány, földbirtokos, táblabíró, anyja a zalaegerszegi polgári származású Renner Borbála (1811–1859). Apai nagyszülei besenyői és velikei Skublics Zsigmond (1752–1799), földbirtokos és alapi Salamon Rozália (1759–1833) voltak; Skublics Zsigmondné alapi Salamon Rozáliának a szülei alapi Salamon Zsigmond (1736–1800), földbirtokos és nemes Trummer Terézia (1734–1798) voltak. Skublics Jenő egyetlen fivére Skublics Zsigmond (1834–1911) zalai adószedő, akinek a neje vizeki Tallián Ilona (1841–1925) volt. Unokaöccse, Skublics Zsigmond és Tallián Ilona fia, besenyői és velikei dr. Skublics Ödön (1876-1957), zalai földbirtokos, főszolgabíró volt. Skublics Jenő elsőfokú unokatestvérei, Skublics Gyula (1831–1906), zalai főispán, és Skublics Laura (1826–1865) aki titokban házasodott meg Habsburg–Lotaringiai Ernő főherceggel.

## Élete
Apja benső barátai Deák Ferenc és Csány László. Skublics Jenő nevelését a magas műveltségű, nemes jellemű Maitz János, 1848-as honvéd főhadnagy, egykori papnövendék és Königmajer Károly, később apátkanonok, címzetes püspök, Deák Ferenc és Batthyány Kázmér gróf benső barátja és országos hírű szónok irányították. Jenő nagy kedvvel művelte a klasszikus, de különösen a magyar zenét is. Mikor az alkotmányosság helyreálltával a megyei közéletbe kilépett, a közügy fáradhatatlan, részrehajlatlan, önzetlen munkásává lett, egyedül a közjót kívánta szolgálni.
A politikai téren, mióta a régi Deák-párt felbomlott, ahhoz az ellenzéki árnyalathoz tartozott, amely gróf Apponyi Albert vezérlete alatt a nemzeti párt nevet vette fel. Apponyi grófot tekintette vezérének, és újabban, mint Apponyi, ő is tiszta meggyőződéssel csatlakozott a mai szabadelvű párthoz, amely Széll Kálmán alatt a régi Deák-párt hagyományait felélesztette. A megyei szabadelvüpárt elnökévé lett, de emésztő betegsége már nem engedte meg, hogy még további tevékenységet fejthessen ki a közpályán.
1901. október 27.-én hunyt el Zalaegerszegen.

## Házassága és gyermekei
Feleségül vette Spelletich Paulina Magdolna Etelka (*Szabadka, 1848. május 12. –†Zalaegerszeg, 1914. április 3.) kisasszonyt, akinek a szülei Spelletich Bódog (1815—1890) jogász, az 1848-49-es magyar szabadságharc résztvevője, nemzetőr őrnagy és nemes Markovics Paulina (1819–1890) voltak. Az anyai nagyszülei nemes Markovics Mátyás (1763–1827), Szabadka főügyésze, tanácsosa és országgyűlési követe, és bajsai Vojnits Teréz (1772–1824) voltak. Skublics Jenő és Spelletich Paulina frigyéből származott:
- Skublics Cecilia Antónia (*Árkosháza, 1873. március 28. – †Zalaegerszeg, 1963. szeptember 2.). Férje: Barthelmes Walter (*Manningham, Bradford, Egyesült Királyság, 1858.–†Zalaegerszeg, 1929. október 7.), földbirtokos, mérnök, az első magyar fegyvergyár megalapítója.
- Skublics Gizella Júlia Teréz (*Döbréte, 1874. szeptember 18.–†Babosdöbréte,1947. április 16.).[7] Férje: bocsári Svastits Elemér Károly (*Lesencetomaj, Zala vármegye, 1869. augusztus 15. –†Babosdöbréte, 1946. január 29.), honvéd ezredes.[8][9]
- Skublics Margit Mária (*Döbréte, 1875. október 14.– †Zalaegerszeg, 1953. október 27.). Férje: nemesnépi Marton László (*Söjtör, 1857. július 26. – †Söjtör, 1915. július 10.) Zala vármegye főpénztárnoka, földbirtokos.
- Skublics Mária Magdolna Valéria "Lenke" (*Döbréte, 1876. december 28.–†Andráshida, 1927. május 28.)
- Skublics Mária Eugénia Fatime Ilona "Irma" (*Döbréte, 1879. július 13.–†Berna?, Porosz Szilézia, 1923. szeptember 18.). Férje: Wolf Ferenc.